# Mulțime compactă
Mulțimea compactă este o noțiune folosită în analiză matematică și în topologie care desemnează acele submulțimi ale mulțimii numerelor reale care sunt mărginite și închise.

## Formulări echivalente
O submulțime a mulțimii numerelor reale {\displaystyle \mathbb {R} } este compactă dacă este satisfăcută una din condițiile (echivalente:)
- Orice șir de elemente ale submulțimii admite un subșir convergent, a cărui limită aparține mulțimii (criteriul cu șiruri).

- Orice acoperire deschisă admite o subacoperire finită (criteriul acoperirii).

## Generalizare
Noțiunea se poate generaliza pe {\displaystyle \mathbb {R} ^{n}} sau pentru spații vectoriale infinit-dimensionale.

## Exemple
Fie   {\displaystyle a,b\in \mathbb {R} }   cu {\displaystyle a<b\,}.
- Intervalulul închis   {\displaystyle [a,b]\,}   este compact. Orice șir convergent cu termeni din acest interval are limita situată pe {\displaystyle [a,b]\,}.

- Intervalele semideschise   {\displaystyle (a,b],\;[a,b)}   și intervalul deschis {\displaystyle (a,b)\,} nu sunt compacte deoarece nu sunt închise. Există șiruri care converg la fiecare din extremitățile intervalelor.

- Mulțimea numerelor reale   {\displaystyle \mathbb {R} }   nu este compactă, deoarece nu este nici închisă, nici mărginită. Există șiruri de numere reale cu orice subșir crescător nemărginit (De exemplu mulțimea numerelor naturale   {\displaystyle \mathbb {N} }).